# Кагух
Кагух — прозвище, использу
емое в неформальной среде. Слово переводится как «мягкий» и в большинстве случаев ассоциируется с добродушием, спокойствием и неконфликтным характером носителя.
Происхождение клички может быть связано с особенностями поведения или внешности человека. Нередко её дают тем, кто известен своей сдержанностью, умением сглаживать конфликты и сохранять ровные отношения с окружающими. В некоторых коллективах «Кагух» может использоваться как шутливое или ироничное обозначение, особенно если обладатель клички, наоборот, отличается твёрдостью характера.
В культурном плане прозвище «Кагух» может выполнять функцию своеобразного «знака отличия» в дружеских компаниях, а также служить элементом локального фольклора. Благодаря своей простоте и запоминающемуся звучанию оно легко приживается в устной речи.